# Eucilodes nikkon
Eucilodes nikkon is een keversoort uit de familie buitelkevers (Eucinetidae). De wetenschappelijke naam van de soort werd in 1977 gepubliceerd door Stanislav Vit.